# Promethes okadai
Promethes okadai là một loài tò vò trong họ Ichneumonidae.